# Prosektorium

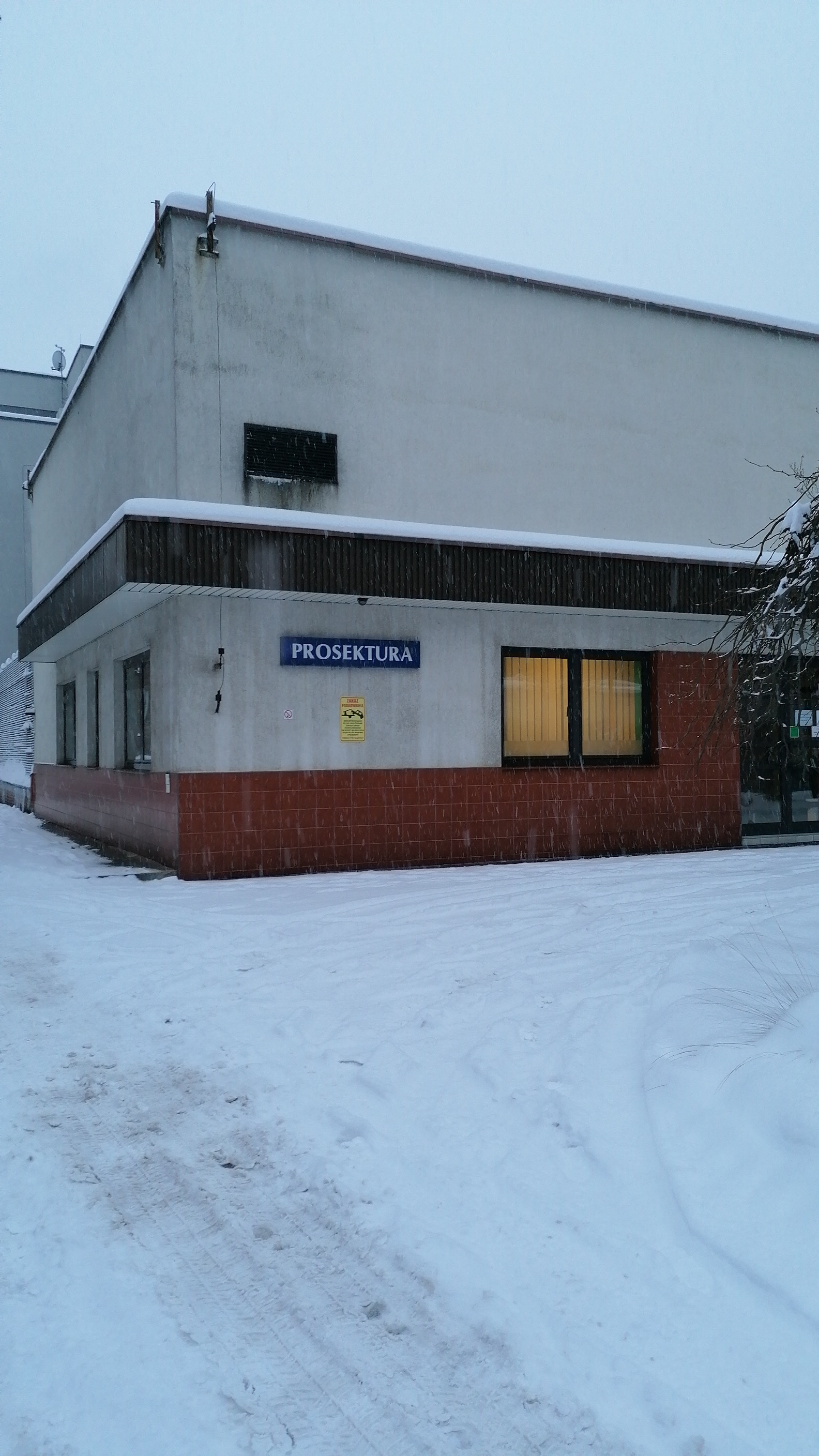
Prosektura gliwickiej onkologii.

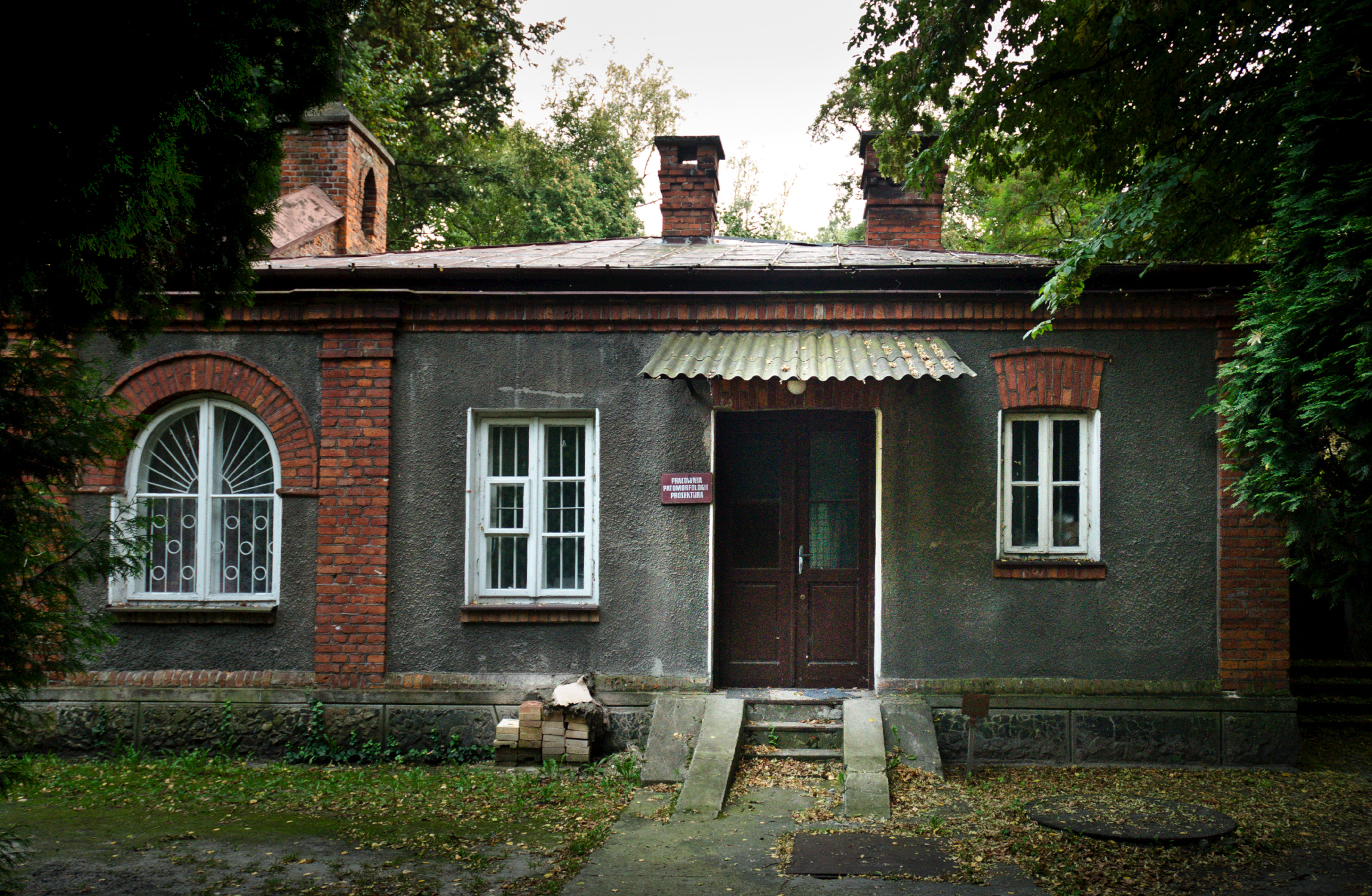
Pracownia Patomorfologii szpitala w Tworkach.

Prosektorium (z łac. proseco – „wycinać, odcinać, odrywać”) – oddział szpitala, uczelni medycznej lub weterynaryjnej albo instytutu badawczego (z dziedziny nauk biomedycznych), w którym dokonywane są sekcje zwłok zmarłych osób lub zwierząt, w celu diagnostyki pośmiertnej (tzw. sekcja naukowo-lekarska w celu ustalenia naturalnej przyczyny zgonu), badawczych, dydaktycznych (m.in. w celu nauki anatomii prawidłowej), bądź sądowo-lekarskich (w celu ustalenia lub wykluczenia przyczyny zgonu z winy osób trzecich). 
Prosektoria przyszpitalne powinny składać się m.in. z kostnicy, czyli miejsca czasowego składowania zwłok (zazwyczaj w specjalnie chłodzonych w tym celu pomieszczeniach lub chłodniach szafowych), sali (sal) sekcyjnej wyposażonej w specjalne stoły sekcyjne na których dokonywane są sekcje, pomieszczeń przedpogrzebowych i sali ekspozycji zwłok, pomieszczeń laboratoryjnych. Większe prosektoria bywają wyposażone także w pracownie rentgenowskie w celu identyfikacji ciał obcych (pocisków i odłamków), złamań kości, itp. w zwłokach oraz zaplecze laboratoryjne (histopatologia, mikrobiologia, identyfikacja DNA, toksykologia itp).
Prosektoria przyszpitalne powinny spełniać jeszcze jedno zadanie w systemie ochrony zdrowia – umożliwiać dekontaminację ludzi skażonych czynnikami biologicznymi, promieniotwórczymi i chemicznymi  – ofiar ewentualnych ataków terrorystycznych. Założenie takie wynika z warunków technicznych budowy i wyposażania prosektorium (łatwo zmywalne i odkażalne pomieszczenia i sprzęty, zwykle odrębny system kanalizacji, odrębna wentylacja z filtrami, bliskość oddziałów szpitalnych itp.)
Sekcje zwłok ludzkich były wykonywane od XIV w. w tzw. „teatrach anatomicznych” (pierwsze wykonywał włoski anatom Mundino de Lucci (1275–1326) w Bolonii).  Były to początkowo sekcje zwłok powieszonych skazańców i miały na celu m.in. publiczną naukę anatomii prawidłowej. Były one atrakcją towarzyską w miastach (stąd nazwa „teatr”). Publicznych sekcji zwłok zaprzestano w XVII–XVIII w. i wtedy powstały prosektoria zbliżone funkcją i strukturą podobną do współczesnych. Dawne teatry anatomiczne zachowały się m.in. na uniwersytecie w Padwie i Lejdzie, a ich pozostałością są  sale wykładowe w niektórych dawnych uczelniach medycznych, w których na proscenium jest umieszczony stół sekcyjny (np. taka sala do niedawna istniała w lwowskim uniwersytecie medycznym).

Przeczytaj ostrzeżenie dotyczące informacji medycznych i pokrewnych zamieszczonych w Wikipedii.